# جائزة اليابان الكبرى للدراجات النارية 2013
جائزة اليابان الكبرى للدراجات النارية 2013 هو سباق دراجات نارية أقيم بتاريخ 27 أكتوبر 2013 في حلبة موتيجي، اليابان. كان الجولة السابعة عشر من أصل 18 في سباق الجائزة الكبرى للدراجات النارية موسم 2013. فاز الإسباني خورخي لورنزو بفئة الموتو جي بي بينما جاء الإسباني مارك ماركيث في المركز الثاني وحصل على المركز الثالث الإسباني داني بيدروسا.

## وصلات خارجية
- الموقع الرسمي